# Parteinahe Stiftung
Parteinahe Stiftungen (auch politische Stiftungen, in Österreich Parteiakademie) sind verschiedenen politischen Parteien nahestehende Institutionen zum Zweck der politischen Bildung, die aber von den ihnen nahestehenden politischen Parteien getrennt sind. Die Finanzierung der Arbeit der parteinahen Stiftungen erfolgt dabei größtenteils aus staatlichen Mitteln. Damit handelt es sich in der Regel nicht um Stiftungen im eigentlichen Sinn, da sie nicht durch das Vermögen eines Stifters finanziert sind. 
Die Politikstiftungen arbeiten, im Gegensatz zu den Parteien, auch im Ausland; die entsprechenden Organisationen in den Vereinigten Staaten sogar ausschließlich.
Im European Network of Political Foundations (ENoP) arbeiten 55 politische Stiftungen aus 23 Ländern in Europa zusammen, die den sechs wichtigsten Parteienfamilien Europas (Christdemokraten, Sozialdemokraten, Konservative, Liberale, Grüne, Linke) angehören.

## Deutschland
In Deutschland erhalten parteinahe Stiftungen staatliche Finanzierung, wenn die nahestehende Partei längerfristig im Bundestag oder einem Landtag vertreten ist. Parteinahe Stiftungen bestehen auf Bundes- wie auf Landesebene. Dass eine Stiftung die politischen Grundsätze einer Partei bzw. einer politischen Bewegung vertritt, bedeutet dabei auch, dass jede dieser Stiftungen für die politischen Grundsätze und Ansichten dieser Partei mehr oder weniger direkt wirbt. Die parteinahen Stiftungen unterhalten auch ein Archiv der ihr nahestehenden Partei.

## Österreich
In Österreich können die parteipolitischen Weiterbildungsorganisationen, genannt Parteiakademien, im Rahmen der staatlichen Parteienfinanzierung gefördert werden, wenn die nahestehende Partei mit mindestens fünf Abgeordneten im Nationalrat vertretenen ist.

## Europäische Union
Die den europäischen politischen Parteien nahestehenden europäischen politischen Stiftungen erhalten seit 2007 Finanzierung durch das Europäische Parlament. Die Mitglieder dieser europäischen politischen Stiftungen sind dabei in der Regel parteinahe Stiftungen oder ähnliche Organisationen in den Mitgliedstaaten der Europäischen Union. Derzeit sind zehn europäische politische Stiftungen bei der zuständigen Behörde registriert.

## Brasilien
In Brasilien sind die politischen Parteien verpflichtet, Parteistiftungen zu gründen und diese mit mindestens 20 % des Etats finanziell zu fördern. Derzeit bestehen etwa 25 Parteistiftungen in Brasilien.

## Vereinigte Staaten
In den Vereinigten Staaten stehen das International Republican Institute den Republikanern und das National Democratic Institute for International Affairs den Demokraten nahe. Beide führen Programme zur Förderung von Demokratie in Entwicklungsländern durch und werden zum Teil direkt von der US-Regierung durch die United States Agency for International Development und das Außenministerium, zum Teil indirekt durch das regierungsnahe National Endowment for Democracy finanziert.